# Цивцкала
Цивцкала (груз. ცივწყალა) — село в Грузії.
За даними перепису населення 2014 року в селі проживає 22 особи.